# Jan Votava
Jan Votava (* 29. November 1974) ist ein tschechischer Schachspieler.

## Leben
Votava erhielt im Jahr 1999 den Großmeistertitel. Er gewann 1990 die U-16 Juniorenmeisterschaft der Tschechoslowakei mit 10 Punkten aus 10 Partien. Für die tschechische Nationalmannschaft nahm er einmal im Jahr 1996 an der Schacholympiade sowie zweimal an der Europameisterschaft teil. Votava gewann bei der tschechischen Meisterschaft im Jahr 1995 in Olmütz Silber und noch zweimal Bronze (1993, 2007).
Votava siegte oder belegte vordere Plätze in mehreren Turnieren: I. Platz in Budapest (1995), I-III Platz (1995) in Mladá Boleslav, I-IX. Platz in Oberwart (1997), I. Platz in Selfoss (2002), I. Platz in Reykjavík (2004), I.-VI. Platz in Česká Třebová (2007).

## Nationalmannschaft
Mit der tschechischen Nationalmannschaft nahm Votava an den Schacholympiaden 1996 und 2010 und den Mannschaftseuropameisterschaften 2001 und 2005 teil.

## Vereine
In der tschechischen Extraliga spielte Votava von 1992 bis 1994 für den TJ Slavia Hradec Králové, bei dem er bereits in der tschechoslowakischen Mannschaftsmeisterschaft spielte, in der Saison 1994/95 für den SK ZČE Plzeň, von 1995 bis 1997 für den ŠK Dům armády Prag, mit dem er 1996 und 1997 tschechischer Mannschaftsmeister wurde und am European Club Cup 1996 teilnahm, seit 1997 spielt er (abgesehen von der Saison 2004/05, in der er beim ŠK Mahrla Prag spielte) für den ŠK Pardubice, mit dem er 2000, 2006 und 2007 tschechischer Mannschaftsmeister wurde und zweimal am European Club Cup teilnahm.
In Deutschland spielte Votava von 1992 bis 1994 beim SC Kreuzberg und von 1994 bis 1996 beim SK Zehlendorf in der 2. Bundesliga, seit 1996 spielt er für den Erfurter SK (bis 1998 SV Erfurt-West), unter anderem neun Saisons in der 1. Bundesliga. In Österreich spielt Votava für die Spielgemeinschaft Mayrhofen/Raika Zell/Zillertal, unter anderem in der Saison 2014/15 und erneut seit der Saison 2018/19 in der 1. Bundesliga.